# 聖克里斯托瓦爾 (塔奇拉州)
聖克里斯托瓦爾（西班牙語：San Cristóbal）是委內瑞拉的城市，也是塔奇拉州的首府，位於該國西北部，毗鄰與哥倫比亞接壤的邊境，始建於1561年3月31日，面積247平方公里，海拔高度860米，2010年人口645,925。

## 友好城市
聖克里斯托瓦爾總共有十個友好城市，分別是：
- 委內瑞拉梅里達市
- 墨西哥聖克里斯托瓦爾-德拉斯卡薩斯
- 俄羅斯聖彼得堡
- 加拿大埃德蒙顿
- 哥伦比亚庫庫塔
- 葡萄牙雷根古什迪蒙薩拉什
- 西班牙巴利亚多利德
- 美国奧馬哈
- 法國馬賽
- 哥伦比亚恩維加多

## 外部連結
- http://www.britannica.com.libaccess.sjlibrary.org/EBchecked/topic/521043/San-Cristobal